# Реторика
Реторика је вештина убеђивања. Упоредо са граматиком и логиком (или дијалектиком — види Марцијан Капела), једна је од три древне вештине дискурса. Реторика има за циљ да проучи капацитете писаца или говорника који су потребни да информишу, убеде или мотивишу одређену публику у специфичним ситуацијама. Аристотел дефинише реторику као „способност уочавања у сваком датом случају расположивих средстава уверавања” и будући да је овладавање том уметношћу било неопходно за победе у правним случајевима или за усвајање предлога у скупштини или за говорничку репутацију у грађанским церемонијама, назива је „комбинацијом науке о логици и етичке гране политике”. Реторика обично пружа хеуристику за разумевање, откривање и развијање аргумената за одређене ситуације, попут Аристотеловa три убедљива обраћања публици: логоса, патоса и етоса. Пет канона реторике или фазе развијања убедљивог говора прво су кодификоване у класичном Риму: проналазак, уређење, стил, сећање и испорука. Од древне Грчке до краја 19. века, реторика је имала средишњу улогу у западном образовању у обучавању говорника, правника, саветника, историчара, државника и песника.
Реторика представља теорију, скуп правила о лепом говору, а беседништво (говорништво) праксу у којој се та правила примењују. Већ су софисти најпре настојали да говором убеђују слушаоце, а потом да на друге преносе своја искуства како се успешно говори. Скоро сваки од њих је откривао извесна правила о томе како се слушаоци најефектније придобијају изговореном речју. Из тога су настали први приручници беседништва — rhetorike techne. Софисти су први почели да изграђују реторику као систем правила која олакшавају да се беседа успешно састави и одржи, док је производ тих примењених правила био сам говор, односно беседништво. Историјски посматрано, беседништво претходи реторици. Најпре се развијала говорничка пракса, да би се тек касније, на основу ње, оформила и изградила говорничка правила и упутства, реторика.
Аристотел је разликовао реторику и беседништво. Сматрао је да се реторика бави проналажењем најбољих средстава за убеђивање: њен основни задатак се не састоји у уверавању, него у »способности теоријског изналажења уверљивог у сваком датом случају«. Дакле, беседништво је сама вештина уверавања, док реторика има задатак да изналази најпогоднија средства за уверавање слушалаца и даје савете како се то постиже. Цицерон такође подразумева разлику између беседништва и реторике, па говори о реторици као о науци, док под говорништвом подразумева говорничку праксу, тј. практично беседништво (eloquentia). Писац најзнаменитијег римског уџбеника реторике, Квинтилијан недвосмислено каже да је реторика »наука о добром говору« — bene dicendi scientia. Јован Стерија Поповић, српски комедиограф, професор права, али и писац прве реторике у модерној Србији, сматра да је реторика »наука која правила красноречија излаже и опкључује способност представленија и мисли изражавати правилно, јасно и саобразно с цељу«. Још пре њега је Доситеј Обрадовић писао да је реторика «наука лепо говорити, срце множества људи добијати и цели народ на све што је добро, похвално и општеполезно склањати и доводити». Чувена Реторика Бранислава Нушића има поднаслов који гласи Наука о беседништву. Реторика, дакле, представља науку о беседништву, теоријски уобличена правила и принципе који ће помоћи да се одржи успешан говор, док је само беседништво (говорништво) практична сфера у којој се та правила примењују.
Реторика разврстава говоре према разним критеријумима. Од антике до данас се класификују на информативни говор у римској подели: docere, говор који уверава и покреће на акцију (римско movere) и забављачки говор (delectare). Још од античких времена усталила се подела на три основне врсте говорништва: судско, политичко и пригодно. Ова класификација, коју је нарочито афирмисао Аристотел (мада је постојала и пре њега), одржала се до данас. Према његовим речима: а) судско беседништво је свако оно у коме „сусрећемо оптужбу и одбрану”, б) политичко је оно у коме се „на нешто подстиче или од нечега одвраћа”, а в) пригодно оно које „нешто хвали или куди” (Реторика I 3, 5). За ове врсте беседништва користе се и појмови: а) форензично беседништво (судско), б) делиберативно беседништво (политичко) и в) епидеиктичко (пригодно, које се често назива и похвално или свечано). Грчки еквиваленти су били genos dikanikon за судски говор, genos symbouleutikon (буквално: саветодавни, наговарајући) за политичку беседу и genos panegyrikon за пригодни — похвални говор.

## Врсте говора по Аристотелу
Аристотел разликује три различите врсте говора:
1. Политички или саветодавни говор
2. Судски или судбени говор
3. Епидеиктички или свечани говор.

Политичко говорништво: овде говорник подстиче или одвраћа од конкретних радњи које треба, односно не треба, предузети у будућности. Циљ политичког говорника јесте да се увери у корисност или штетност нечега: онај ко подстиче, саветује на нешто боље, а онај тко одвраћа, одвраћа од нечега горега. Оно о чему се људи саветују јесу на пример приходи, расходи, рат, мир и одбрана земље.
Судско говорништво: овде се сусреће оптужба (грч. κατηγορία) и одбрана (грч. ἀπολογία). Оно може бити јавно (грч. δημόσιον) и приватно (грч. ἰδιωτικόν). Главна сврха судског говорништва је да се укаже на истинитост или неистинитост тврдњи о радњама које су се догодиле у прошлости; оно се бави питањима одговорности, кривње, правде, неправде. Неправедан је чин или поступак онај који је својевољан и противан закону. Закон може бити посебан (писани закон државе) и општи (норма коју признају сви људи).
Епидеиктичко говорништво: овде говорник некога или нешто хвали, имајући највише у виду садашњост, јер полази од тренутног стања. Говорник треба да докаже да су радње човека којег хвали узвишене, вредне те испуњене врлином, чији су делови праведност, храброст, мудрост, дарежљивост, великодушност, подашност и разборитост.